# Abancay (provins)
Abancayprovinsen, Peru, är en av de sju som bildar departementet  Apurímac. 
Provinsen gränsar i norr till Andahuaylas, i öster till Cusco och Cotabambasprovinsen, i söder till Grauprovinsen och Aymaraesprovinsen och i väster till Andahuylas.

## Administrativ indelning
Provincen har en utbredning av 3 447,13 km² och indelas i nio distrikt:
- Abancay
- Chacoche
- Circa
- Curahuasi
- Huanipaca
- Lambrama
- Pichirhua
- San Pedro de Cachora
- Tamburco

## Huvudort
Huvudort för provinsen är staden Abancay.

## Historia
Området motsvarar det gamla "Corregimiento de Abancay" som bildades efter reformer av virrey Toledo. Under kolonialtiden bestod området av 18 byar och 23 repartimientos. Bland dess corregidores märks: Antonio de la Riva Agüero (1600-talet) och Manuel de Villalta (1700-talet).